# 佐伯玲子 (女優)
佐伯 玲子（さえき れいこ、1964年〈昭和39年〉9月27日 - ）は、日本の女優、演劇プロデューサー。本名は同じ。愛知県豊田市出身、B型。

## 略歴
- 元ものまね芸人で、当時はホリプロに所属しバカルディ、テンション、広川ひかるらと活動。
- 俳優の他、タレント、レポーターなどとしても活動。レポーターとしての主な活動歴にテレビ朝日『独占!女の60分』がある。
- 舞台プロデューサー、脚本家、エッセイスト、作詞等、創作活動をメインとしていたが、現在は岩間沙織(元セイントフォー)、かとうずんこらと結成したパフォーマンスユニットThe 鉄女's(ジ.アイアンドールズ)のリーダーとして活動。
- 芸名の変遷は、佐伯玲子→さえきれいこ→佐伯玲胡→佐伯怜子

## 出演番組
- ものまねバトル（日本テレビ）
- ものまね王座決定戦（フジテレビ）
- 花王名人劇場（関西テレビ・フジテレビ）
- 独占!女の60分（テレビ朝日）
- ザ・テレビ演芸（テレビ朝日）
- 爆報! THE フライデー（TBSテレビ、2015年12月4日放送）

など

## 舞台
- ピーターパン(女海賊ケイト役)
- 闘魂伝笑（プロデュース）(神奈月、春一番他出演)
- 船越英一郎主催劇団マガジン「未来伝説桃太郎」(巴幻桃斎役)他
- 八犬士(L.A公演)（演出.プロデュース）
- 江藤博利の「やっちゃいました」(レギュラー)